# LGV Paris - Londres par Amiens
La LGV Paris - Londres par Amiens, aussi connue sous le nom de LGV Picardie, est une hypothétique ligne à grande vitesse française qui doublerait la LGV Nord entre Paris et Calais en passant par Amiens.
Cette ligne nouvelle permettrait d'alléger le trafic sur la LGV Nord et créerait un raccourci de 50 kilomètres par rapport au passage par Lille pour accéder au tunnel sous la Manche, soit un gain de temps de 20 minutes sur les liaisons entre Paris et Londres. En 2010, son coût estimé était situé entre 3,5 et 4,8 milliards d'euros.

## Histoire

### Un projet aux origines très politiques
Lors du choix du tracé de la LGV Nord en 1985, le passage de la ligne par Amiens fait l'objet d'une importante mobilisation à l'initiative de la chambre de commerce et d'industrie (CCI) d'Amiens et relayée le quotidien Le Courrier picard. Toutefois, le tracé finalement retenu contourne la préfecture picarde par l'est et suit un axe médian entre Amiens et Saint-Quentin, le long de l'autoroute A1. Une gare nouvelle, Haute Picardie TGV, est établie à mi-chemin entre les deux villes mais, située en rase campagne à près de 50 km d'Amiens, la gare est critiquée pour son manque d'utilité. La ville demeure donc à l'écart du réseau à grande vitesse, ce qui pousse les élus locaux à promouvoir le doublement de la LGV Nord avec un passage par Amiens.
La création d'une ligne à grande vitesse reliant Paris à Calais via Amiens est inscrite dans le schéma directeur des lignes à grande vitesse de 1992. Elle est cependant abandonnée à la suite du rapport Rouvillois de 1996, principalement car le trafic de la LGV Nord, inférieur de 40 % à celui attendu, ne justifie pas son doublement.
Le projet est relancé en 2006 par Réseau ferré de France (RFF), qui saisit la Commission nationale du débat public (CNDP) le 27 décembre 2006 en vue d'organiser un débat public. Mais le débat est refusé par la commission le 7 février 2007, le projet étant considéré comme encore insuffisamment étoffé. Le taux de rentabilité socio-économique du projet est en effet évalué à 5,0 % seulement, valeur inférieure à la limite de 8 % (taux d'actualisation) fixée par l'État français pour le financement de projets d'intérêt général.
Le 16 octobre 2008, à la suite d'un amendement déposé par Daniel Fasquelle, député-maire UMP du Touquet, la ligne à grande vitesse Paris - Londres par Amiens est incorporée dans les 2 500 km de lignes supplémentaires prévues dans le cadre de la loi Grenelle 1. Le taux d'actualisation est abaissé à 3 ou 4 % par rapport à 2005, pour mieux prendre en compte les intérêts des générations futures[pas clair].
La LGV est mentionnée dans l'avant projet du schéma national d'infrastructures de transport de 2010, dans la liste des chantiers à long terme. Elle est en concurrence avec un tracé Paris – Calais par Rouen, en lien avec le projet de ligne nouvelle Paris - Normandie. Elle n'est depuis ni mentionnée ni étudiée par SNCF Réseau. Le projet peut donc être considéré comme abandonné ou du moins repoussé à une échéance indéterminée.

### Une réalisation improbable
La réalisation de cette LGV est très improbable à court et moyen terme. La gare du Nord étant à la limite de la saturation, son éventuelle insertion dans le réseau ferré d'Île-de-France apparaît problématique. Par ailleurs une éventuelle saturation de la LGV Nord n'est pas envisagée avant 2030 – 2040. À cette échéance, le doublement de l'infrastructure pourrait être évité grâce au renouvellement de la signalisation et au déploiement de trains plus capacitaires. Eurostar possédant déjà 80 % des parts de marché face à l'avion entre Paris et Londres en 2009, le potentiel commercial lié au gain de temps est par ailleurs limité.
En 2010, un débat public a été lancé pour une ligne Roissy - Picardie (mise en construction en 2023) de quelques kilomètres, créant un lien entre la LGV Interconnexion Est et la ligne Paris – Creil – Amiens au nord de Roissy, aux environs de Survilliers. Il devrait permettre au moins sept aller-retour TGV intersecteurs quotidien, avec un temps de parcours de 55 min de Roissy à Amiens et de 15 min à Creil.